# Eirik Haugan
Eirik Haugan, né le 27 août 1997 à Ålesund en Norvège, est un footballeur norvégien qui évolue au poste de défenseur central au Molde FK.

## Biographie

### Débuts
Eirik Haugan est formé au Molde FK. Il participe à son premier match en professionnel à l'occasion d'une rencontre de coupe de Norvège, le 24 avril 2014, face au Surnadal IL (en). Il entre en jeu à la place de Joona Toivio lors de ce match remporté largement par son équipe sur le score de neuf buts à zéro.
Le 28 août 2015, Eirik Haugan rejoint l'Olympique de Marseille. Il ne joue toutefois aucun match avec l'équipe première du club.
Son contrat avec l'OM est résilié en avril 2017 mais il trouve un autre club dès le mois de mai, s'engageant avec le IL Hødd, club évoluant en troisième division norvégienne. Il joue son premier match le 18 juin 2017, lors d'une rencontre de championnat face au Vindbjart FK (en). Il entre en jeu et les deux équipes se neutralisent (2-2).

### Östersunds FK
Libre de tout contrat, il est mis à l'essai par le club suédois de l'Östersunds FK. Il parvient à convaincre le club, qui lui fait signer un contrat le 13 février 2019,. Il joue son premier match sous ses nouvelles couleurs le 20 mai 2019 contre l'Örebro SK, en championnat. Il est titularisé lors de cette rencontre perdue par son équipe par trois buts à un.

### Retour à Molde
Le 7 février 2022, Eirik Haugan fait son retour au Molde FK. Le contrat s'étend sur l'année 2022.

### En équipe nationale
Avec les moins de 17 ans, Haugan joue un total de six matchs, tous en 2014.
Eirik Haugan compte six sélections avec l'équipe de Norvège des moins de 19 ans, obtenues entre 2015 et 2016 et porte une fois le brassard de capitaine.